# صباح‌اولدو (چیلدیر)
صباح‌اولدو (به ترکی استانبولی: Sabaholdu) یک منطقهٔ مسکونی در ترکیه است که در چیلدیر واقع شده‌است.